# Koromgang
Koromgang er en gang omkring koret i en kirke. Under Paris' belejring benyttede man koromgangen i Notre Dame som lazaret.